# Kanadische Badmintonmeisterschaft 1978
Die Kanadische Badmintonmeisterschaft 1978 fand Anfang Mai 1978 in Edmonton statt.

## Finalresultate
| Disziplin    | Sieger                          | Finalist                               | Ergebnis           |
| ------------ | ------------------------------- | -------------------------------------- | ------------------ |
| Herreneinzel | Jamie McKee                     | John Czich                             | 15-6, 15-10        |
| Dameneinzel  | Jane Youngberg                  | Wendy Clarkson                         | 12-10, 9-12, 12-10 |
| Herrendoppel | Pat Tryon Ian Johnson           | Raphi Kanchanaraphi Soon Aukuyapisudhi | 15-12, 15-8        |
| Damendoppel  | Jane Youngberg Claire Backhouse | Johanne Falardeau Pauline Delisle      | 15-1, 15-4         |
| Mixed        | Greg Carter Wendy Clarkson      | John Taylor Sherri Boyse               | 15-5, 15-8         |